# Giro di Toscana 1927
Il Giro di Toscana 1927, quinta edizione della corsa, si svolse il 10 luglio 1927 su un percorso di 261 km. La vittoria fu appannaggio dell'italiano Alfredo Binda, che completò il percorso in 10h10'00", precedendo i connazionali Domenico Piemontesi e Giovanni Brunero.
I corridori che presero il via da Firenze furono 72, mentre coloro che tagliarono il medesimo traguardo furono 31.

## Ordine d'arrivo (Top 10)
| Pos. | Corridore           | Squadra         | Tempo     |
| ---- | ------------------- | --------------- | --------- |
| 1    | Alfredo Binda       | Legnano-Pirelli | 10h10'00" |
| 2    | Domenico Piemontesi | Bianchi         | a 1'00"   |
| 3    | Giovanni Brunero    | Legnano-Pirelli | a 7'28"   |
| 4    | Giuseppe Pancera    | Berettini       | a 21'00"  |
| 5    | Albino Binda        | Legnano-Pirelli | s.t.      |
| 6    | Luigi Giacobbe      | Wolsit-Pirelli  | s.t.      |
| 7    | Umberto Berni       | -               | a 30'00"  |
| 8    | Mario Pomposi       | -               | s.t.      |
| 9    | Ermano Vallazza     | Legnano-Pirelli | s.t.      |
| 10   | Egidio Picchiottino | Bianchi         | s.t.      |